# 영월초등학교
영월초등학교는 대한민국 강원특별자치도 영월군 영월읍 하송리에 있는 공립 초등학교이다.

## 학교 연혁
- 1912년 7월 2일 영월공립보통학교로 개교
- 1938년 4월 1일 영월금공립심상소학교로 개칭
- 1941년 4월 1일 영월금공립국민학교로 개칭
- 1995년 3월 1일 흥교분교장, 흥월분교장 편입
- 1996년 3월 1일 영월초등학교로 개칭
- 1997년 3월 1일 팔괴분교장 통폐합
- 1998년 2월 28일 흥교분교장 통폐합
- 1999년 9월 1일 문포초등학교 통폐합
- 2000년 3월 1일 흥월분교장 통폐합
- 2007년 3월 1일 연상분교장, 연하분교장 편입
- 2014년 9월 1일 제41대 박대희 교장 부임
- 2015년 2월 12일 제100회 졸업(남 : 70명, 여 : 72명, 계 142명, 총 15,642명 졸업)
- 2015년 3월 1일 36학급 편성(특수학급 1학급 포함)
- 2016년 3월 2일 입학식(남:54명, 여:61명,계:115명),연상3,연하1

## 소속 분교장
- 연상분교
- 연하분교

## 통폐합된 학교
- 흥교분교
- 흥월분교
- 팔괴분교
- 문포초등학교

## 참고 자료
- 영월초등학교 - 한국교육학술정보원 학교알리미